# 베네딕타 보콜리

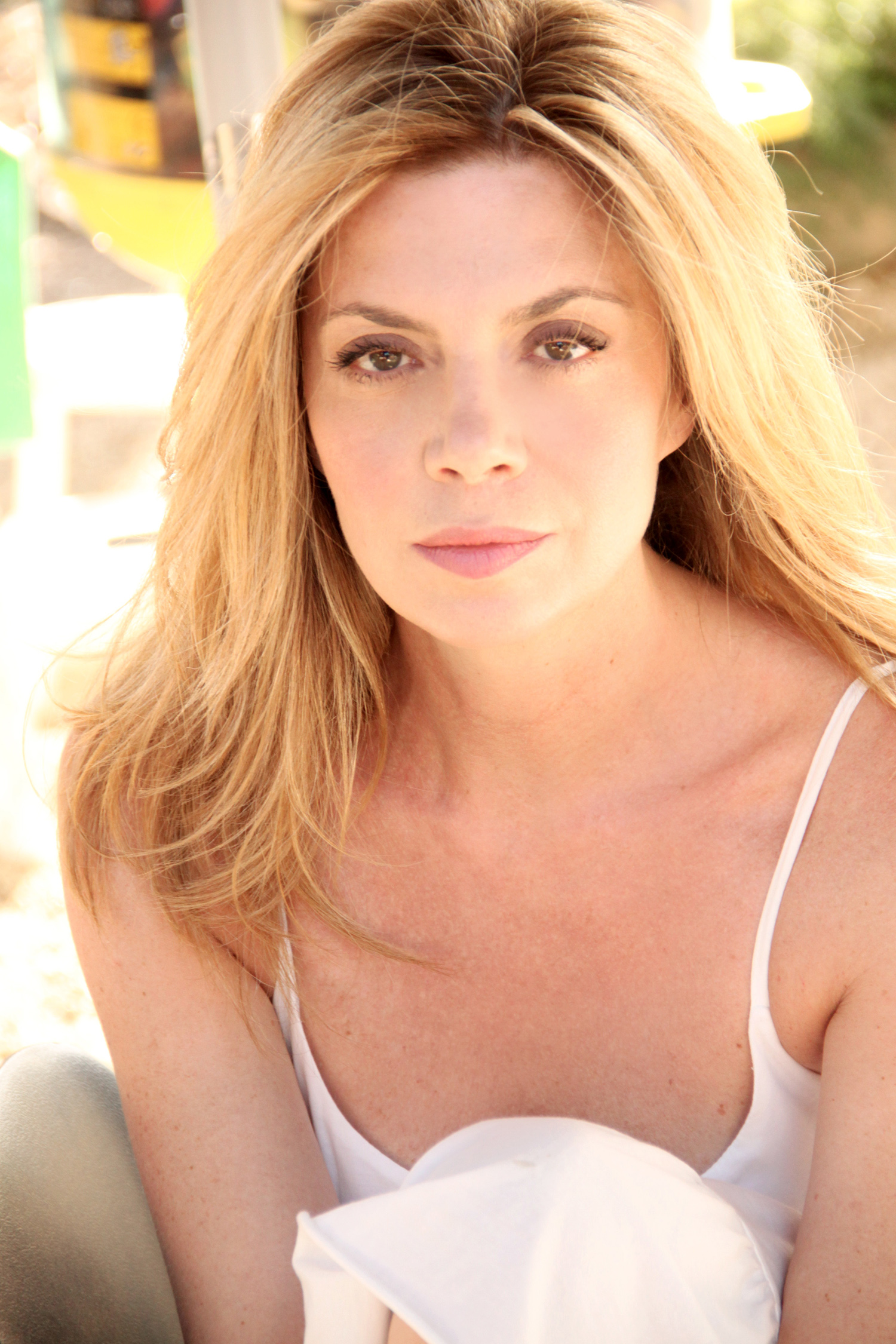
베네딕타 보콜리 (2013년)

베네딕타 보콜리(Benedicta Boccoli, 1966년 12월 11일~ )는 이탈리아의 영화 배우이다.

## 생애
1966년 12월 11일 밀란에서 태어나 어린 아이일 때 가족과 함께 로마로 이주하였다. 언니 브리기타 보콜리도 배우이다.
다방면으로 다재다능한 배우로 알려진 베네딕타 보콜리는 매우 어린 나이(18세)에 텔레비전으로 데뷔하였다. 여러 해가 흐른 뒤 그는 극장에서 일함으로써 배우로서의 참된 소속감을 느낀 것을 발견하였다.